# Краишево
Краишево — село в Еланском районе Волгоградской области России, административный центр и единственный населённый пункт Краишевского сельского поселения.
Население — 982 (2021)

## История
Село основано в 1799 году (по другим данным - в 1771 году) переселенцами из Керенского уезда Пензенской губернии. Первоначально село принадлежало Нарышкиным, потом перешло в казну. В 1808 году казна пожаловала село майору Овсянникову, тот продал вотчину генерал-майору Русакову и надворному советнику Веберу, а уже от них село перешло государству. Село Краишевка, оно же Троицкое, обозначено на подробной карте Российской империи 1816 года, село входило в состав Аткарского уезда Саратовской губернии. Согласно Схематической карте Аткарского уезда 1912 года Краишевка являлась волостным селом, проводилась ярмарка.
Согласно Списку населённых мест Аткарского уезда 1914 года (по сведениям за 1911 год) село населяли бывшие государственные крестьяне, великороссы, всего 3452 мужчины и 3568 женщин. В селе имелись церковь, 2 земские школы, церковная школа, больница, приёмный покой, базар
В 1928 году село включено в состав Еланского района Камышинского округа (упразднён в 1930 году) Нижне-Волжского края (с 1934 года — Сталинградского края). В 1935 году включено в состав Вязовского района (в 1936 году Вязовский район включён в состав Сталинградской области). В 1963 году в связи с упразднением Вязовского района включено в состав Еланского района. Село являлось центром Краишевского сельсовета.

## География
Село находится в пределах Хопёрско-Бузулукской равнины, являющейся южным окончанием Окско-Донской низменности, на реке Краишевке (близ её впадения в реку Терса), на высоте около 110—120 метров над уровнем моря. Село расположено в зоне настоящих степей, на границе аллювиально-аккумулятивного и ледникового аккумулятивно-денудационного типов ландшафтов. Для поймы и низких террас Терсы характерны плоские и гривисто-западинные равнины, с руслами, протоками, редкими небольшими участками дубовых и ольховых лесов, массивами лугов, участками сельскохозяйственных земель; для вышележащей местности — равнины пологоувалистые и волнистые, среднечетвертичные, с балками, местами с западинно-потяжинным микрорельефом, с сельскохозяйственными землями, участками луговых степей, лугов, широколиственных и мелколиственных лесов.
Почвы: в пойме Терсы — пойменные слабокислые и нейтральные, выше по склону — чернозёмы южные.
По автомобильным дорогам расстояние до областного центра города Волгоград составляет 310 км, до районного центра рабочего посёлка Елань — 33 км (расстояние по прямой — 18 км).

#### Климат
Климат умеренный континентальный (согласно классификации климатов Кёппена — Dfb). Многолетняя норма осадков — 445 мм. В течение города количество выпадающих атмосферных осадков распределяется относительно равномерно: наибольшее количество осадков выпадает в июне — 52 мм, наименьшее в марте — 23 мм. Среднегодовая температура положительная и составляет +6,4 °С, средняя температура самого холодного месяца января — −9,8 °С, самого жаркого месяца июля — +21,8 °С.

#### Часовой пояс
Краишево, как и вся Волгоградская область, находится в часовой зоне МСК (московское время). Смещение применяемого времени относительно UTC составляет +3:00.

## Деятельность

#### Культура и образование
В селе Краишево действуют:
- МБОУ Краишевская средняя школа
- МКУК Краишевский центр культуры и библиотечного обслуживания

#### Сельское хозяйство
Сельскохозяйственное производство села Краишево представлено бывшим Колхозом "Заря", а также несколькими частными крестьянскими хозяйствами.

## Население
Динамика численности населения по годам:
| 1859 | 1897 | 1911 | 1987  | 2002 |
| ---- | ---- | ---- | ----- | ---- |
| 3246 | 4857 | 7110 | ≈1600 | 1421 |

| 2010  | 2012  | 2013  | 2014  | 2015  | 2016  | 2017  |
| ----- | ----- | ----- | ----- | ----- | ----- | ----- |
| 1204  | ↘1202 | ↘1174 | ↘1165 | ↘1156 | ↘1120 | ↘1095 |
| 2018  | 2019  | 2020  | 2021  |       |       |       |
| ↘1073 | ↘1039 | ↘1014 | ↘982  |       |       |       |